# 日本蜘蛛蟹
日本蜘蛛蟹（学名：Maja japonica）为蜘蛛蟹科蜘蛛蟹属的动物。分布于日本、台湾等地，生活环境为海水，常见于50-100米水深的泥沙质或碎贝壳海底。其生存的海拔范围为-100至-50米。